# خانه ملت نیوهمپشر

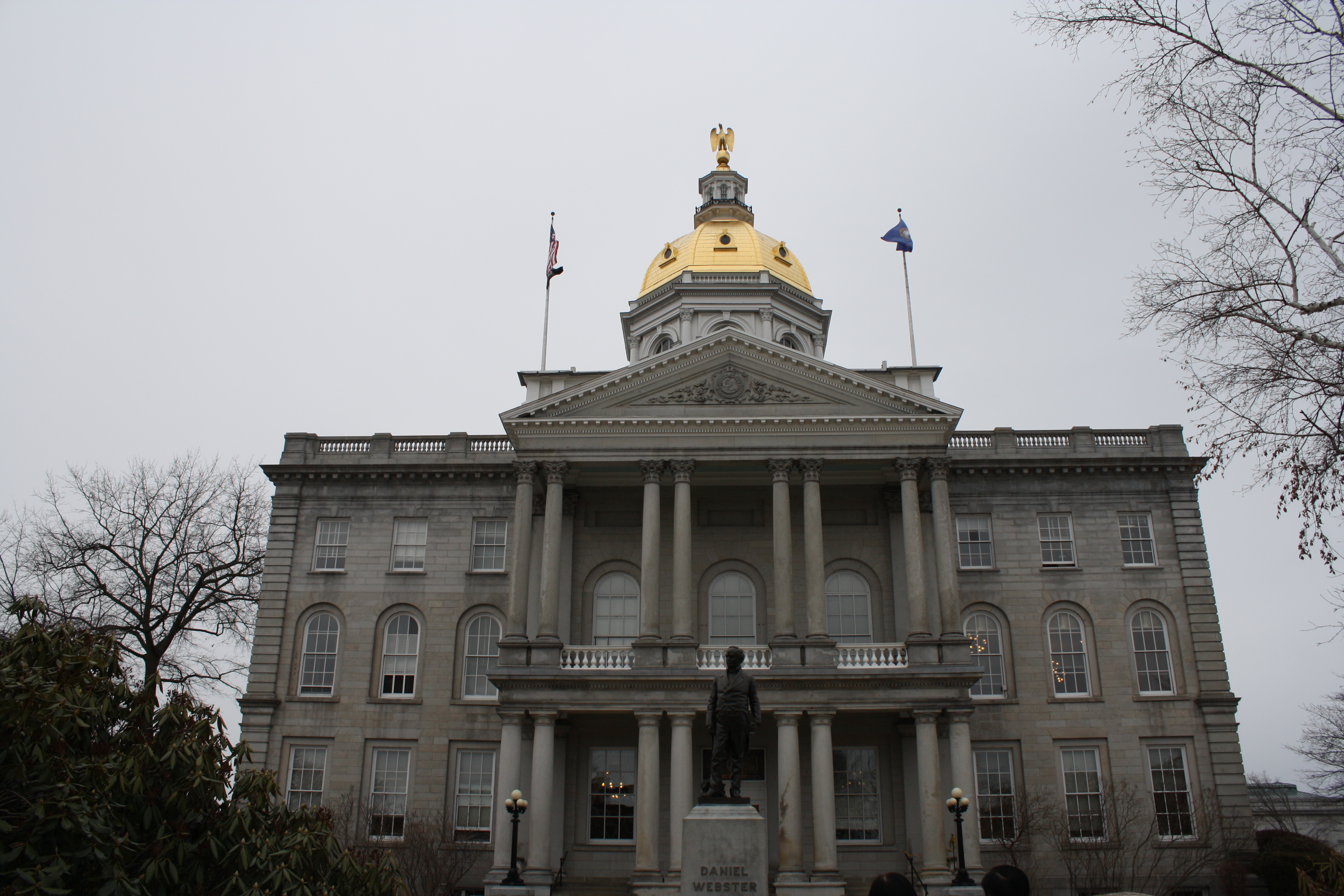

خانه ملت نیوهمپشر (New Hampshire State House) بنایی است که قسمتهایی از شاخه اجرایی و مقننه دولت ایالت نیوهمپشر در آن قرار دارد.
بنای کنونی در سال ۱۸۱۶ با معماری استوارت پارک ساخته گردید و در شهر کانکورد قرار دارد.
این بنا خانه مجلس نمایندگان و سنای ایالت است و دفاتر بخش اجرایی دولت ایالتی نیز در آن قرار دارد.